# Casa da Rua Torta
A Casa da Rua Torta é um palacete barroco com capela adossada situado em Cernache do Bonjardim, no Município da Sertã.
Terá sido construído em meados do século dezoito para sede do morgadio, por António da Silva Leitão.

## História
Era a residência do Morgado de Cernache do Bonjardim, o que faz remontar a sua origem aoséculo quinze /dezasseis, quando foram criados os morgadios em Portugal por decisão de D. Afonso V.

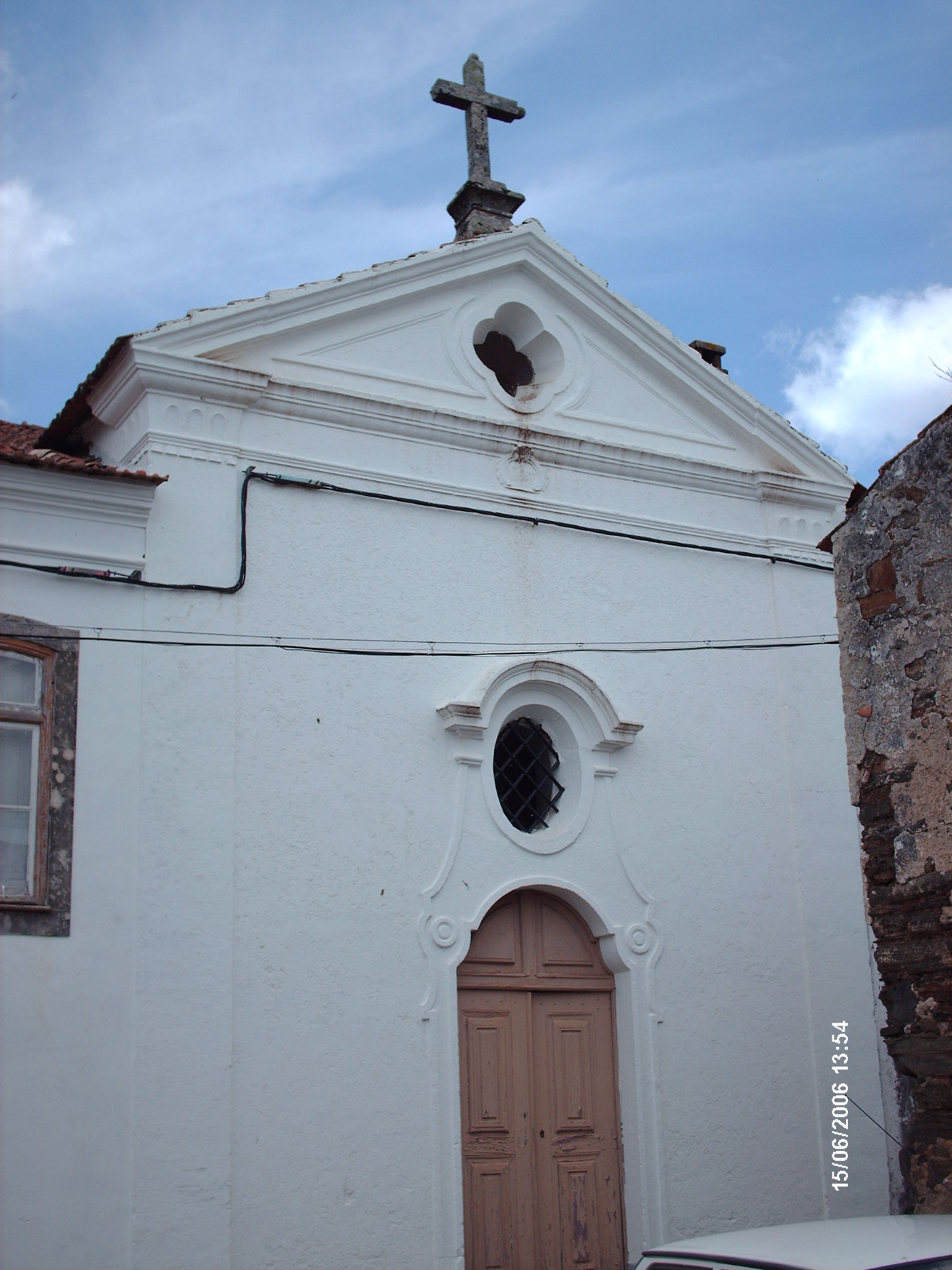
Capela de Nossa Senhora da Conceição

A família dos Morgados de Cernache do Bonjardim é bem mais antiga. Eles tinham o apelido Biscaya; essa família veio para Portugal com D. Mécia Lopes de Haro, filha do Senhor de Biscaia no Norte de Espanha, que casou com D. Sancho II. Com ela vieram as suas aias, que eram parentes próximas e por cá casaram e ficaram. Presume-se que o título de Morgado tenha sido dado depois de esta família já estar sediada em Cernache.
Foi ele que mandou edificar em 1775 (identificado na fachada), contígua à casa, a Igreja de Nossa Senhora da Conceição. Vinte anos depois do Sismo de Lisboa de 1755.

## Capela
Trata-se de uma edificação de pequenas dimensões e arquitectura simples que terá tido ao lado um pequeno campanário com sino hoje desaparecido. Tem um único altar em cujo retábulo central está pintado a óleo a imagem de Nossa Senhora da Conceição e dois retábulos laterais, mais pequenos, com a imagem de Santa Ana e São Joaquim.

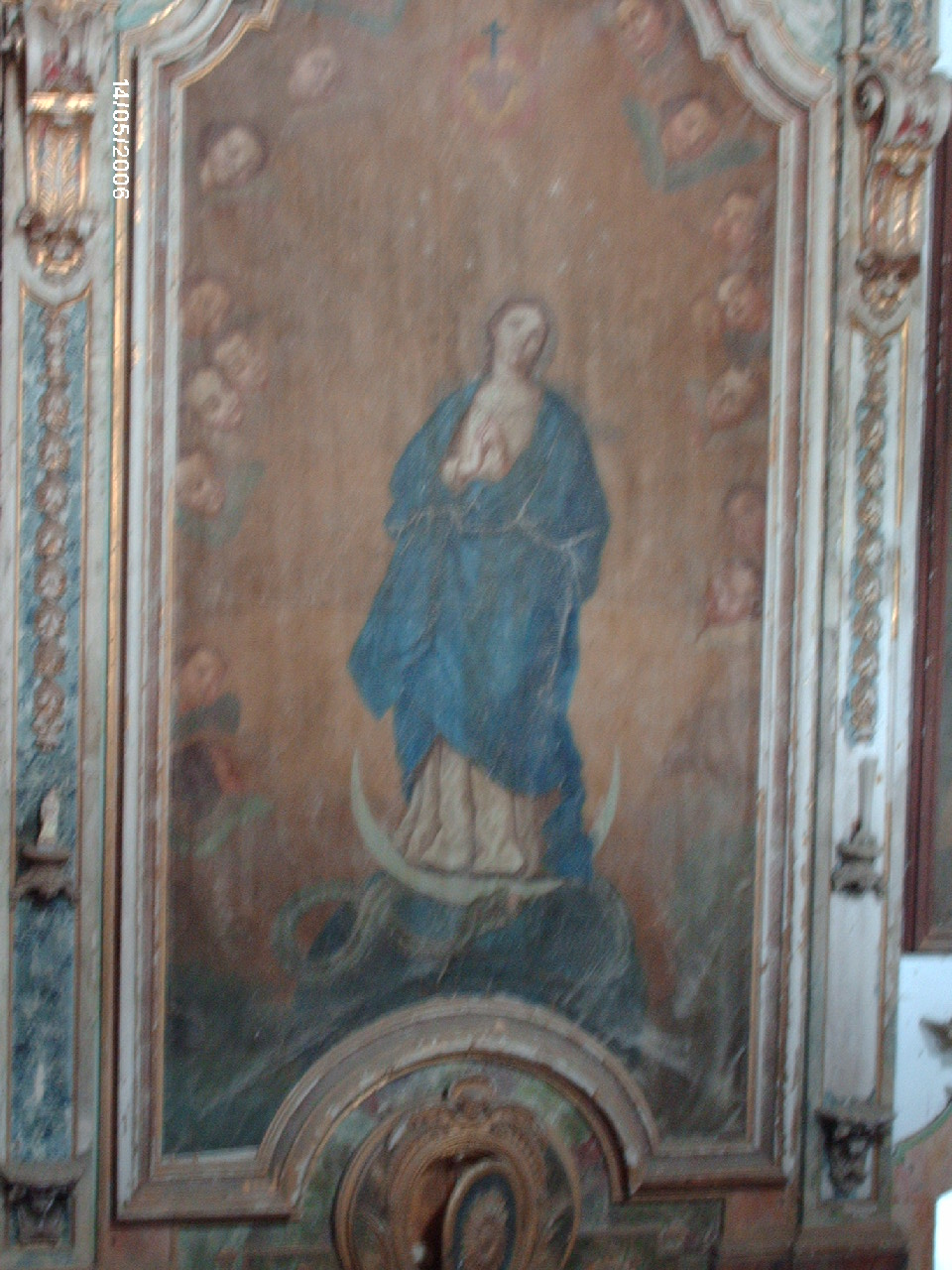
Nossa Senhora da Conceição

## História recente
A casa manteve a sua traça antiga até aos últimos 20 anos do século XIX. As dificuldades económicas, a crise agrícola terrível que se seguiu às Lutas Liberais (que acabaram mais ou menos por volta de 1850), obrigaram o Morgado a vender a Casa da Rua Torta.
Crê-se que terá sido comprada pelo senhor José Joaquim Nunes da Silva, da Quintã, em finais do século dezanove. Este senhor foi amigo pessoal de António Corrêa de Sá da Cunha Castelo Branco, mas conhecido por António Corrêa da Silva. Este senhor era o boticário de Cernache do Bonjardim, Licenciado pela Universidade de Coimbra.
Quando este senhor ficou viúvo com 7 filhos, a sua filha mais velha, Maria da Conceição Marçal Corrêa Antunes, então com 10 anos de idade, tomou conta da casa e criou os irmãos, educou-os, conseguindo formar os dois rapazes, um em Direito (Dr. Abílio Marçal Corrêa) e outro em Medicina, orientou as irmãs e casou as duas mais velhas; as mais novas nunca quiseram casar
Maria da Conceição aí viveu e casou com Isidoro da Paula Antunes, natural do Brejo Fundeiro, comerciante da borracha que viveu no Brasil e aí fez feito fortuna.
Os banquinhos de pedra que ladeavam as janelas desapareceram para tornar as salas mais amplas, prolongou a casa da copa ao lado da cozinha e fez uma casa de banho com as comodidades da época. Isidoro da Paula Antunes montou no poço um moinho de vento para tirar água e canalizou-a para a cozinha e casa de banho. A cozinha apresenta a traça inicial. Restaurou a casa de jantar e mandou decorá-la com pinturas murais (onde estão pintados os filhos do dono da casa) a cargo do Sr. Leder, artista alemão.
Foi nesta casa que nasceram os três filhos deles: Gil, Maria José e Olga Marçal Correia da Silva.